# 양털겨울잠쥐
양털겨울잠쥐(Dryomys laniger)는 겨울잠쥐과에 속하는 설치류의 일종이다. 튀르키예의 토착종이다.

## 분포
양털겨울잠쥐는 토로스산맥을 따라서 아나톨리아 동부의 남서쪽에 제한적으로 분포한다.

## 서식지
양털겨울잠쥐는 바위와 돌이 많은 고산 지대에서 서식한다. 남서부 분포 지역에서는 개잎갈나무와 향나무, 편백나무, 전나무, 참나무로 둘러 싸인 암반 지역에서 발견된다.

## 먹이
잡식성 동물로 딱정벌레류와 메뚜기류와 같은 절지동물과 일부 식물을 먹는다.